# Province de Marga Marga
La province de Marga Marga est une province chilienne située dans la Région de Valparaíso. Elle a été créée en 2009 et fut officiellement instaurée le 11 mars 2010.
Elle comprend les communes de Quilpué, sa capitale, Villa Alemana, Limache et Olmué. Les deux premières appartenaient jusqu'alors à la province de Valparaíso tandis que les deux dernières étaient comprises dans la province de Quillota.